# Skrobnica
Skrobnica (cyr. Скробница) – wieś w Serbii, w okręgu zajeczarskim, w gminie Knjaževac. W 2011 roku liczyła 104 mieszkańców.